# تسويق الوعود الخدمية
كما أن تسويق الخدمات هو تسويق الخدمات أو السلع المصنعة حسب الطلب مقابل المنتجات المادية الجاهزة، فإن تسويق الوعود الخدمية هو تسويق للوعود المرتبطة بهذه الخدمات.
إن الشركات التي تقدم خدمات غير مادية وغير ملموسة لعملائها لا تبيع لهم ميزات، وإنما تقيم معهم علاقات. فهذه الشركات تبيع وعودًا بالرضا عن سلعة أو خدمة لا يمكن رؤيتها وقت الشراء. وهي تقدم وعودًا بالرضا دون أن تكون لديها القدرة على عرض نتيجة عملها للعميل المحتمل. ويتضمن تسويق الوعود الخدمية تسويق العلاقات والعلاقات العامة والإعلان وغيرها من وسائل الاتصالات الأخرى لمساعدة الشركات في تحقيق التميز عن منافسيها.

## وصلات خارجية
- USPTO